# François Legault
François Legault (ur. 26 maja 1957 w mieście Sainte-Anne-de-Bellevue, Quebec, Kanada) – premier kanadyjskiej prowincji Quebec od roku 2018.

## Praca zawodowa
François Legault pracował początkowo w kanadyjskiej sieci spożywczej Provigo a następnie w firmie konsultingowej Ernst & Young. Począwszy od 29 roku życia pracował w dwóch kanadyjskich przedsiębiorstwach lotniczych Nationair i Québecair. W 1986 roku założył linie lotnicze Air Transat, które prowadził do 1996 roku. Obecnie Air Transat jest największą w Kanadzie linią lotniczą obsługującą wyjazdy do miejscowości wakacyjnych. Przewozi około 4,5 milionów pasażerów rocznie do 60 miejscowości w 26 krajach, zatrudnia około 3000 pracowników.

## Działalność polityczna
Był ministrem przemysłu, handlu, nauki i technologii w rządach Partii Quebeckiej. W 1998 roku został wybrany do Zgromadzenia Narodowego Quebecu z ramienia Partii Quebeckiej. W gabinecie Lucien Boucharda został ministrem edukacji, szkolnictwa wyższego i badań naukowych i wiceprzewodniczącym komisji skarbu. W okresie swojej kadencji dążył do wprowadzenia zasady pełnej laicyzacji publicznych szkół w Quebecu. 
W 2002 roku został ministrem zdrowia i służb społecznych w Quebecu. Przyczynił się do powstania pierwszych zakładów medycyny rodzinnej. Został ponownie wybrany do Zgromadzenia Narodowego Quebecu w 2003 roku. Objął stanowisko rzecznika prasowego opozycji do spraw finansów i rozwoju gospodarczego. Jest autorem opracowania „Budżet niezawisłego Quebecu”, w którym próbuje uzasadnić gospodarcze podstawy niezależnego państwa Quebecu. Był jednym z zagorzałych krytyków polityki gospodarczej rządu federalnego Kanady.
W 2008 porzucił politykę w wyniku różnicy zdań z przyszłą premier Quebecu Pauliną Marois, która uważała, że należy niezwłocznie podjąć kroki w kierunku uzyskania przez Quebec niepodległości. W latach 2010–2011 utworzył nową partię polityczną, Koalicję Przyszłość Quebecu, która została oficjalnie zarejestrowana 14 listopada 2011 roku. Został wybrany do Zgromadzenia Narodowego w wyborach w dniu 4 września 2012. W kolejnych wyborach w dniu 4 kwietnia 2014 roku został ponownie wybrany do Zgromadzenia Narodowego, a partia Koalicja Przyszłość Quebecu zdobyła 21 mandatów w parlamencie.
W powszechnych wyborach w dniu 1 października 2018 roku Koalicja Przyszłość Quebecu zdobyła 74 mandaty na 125 miejsc w parlamencie. Ta bezwzględna przewaga w Zgromadzeniu Narodowym Quebecu pozwala szefowi Partii François Legault utworzyć rząd większościowy. Nowy rząd został zaprzysiężony 18 października 2018 roku, liczy 26 osób.
W wyborach z dnia 3 października 2022 roku jego ugrupowanie otrzymało 41% głosów oraz 90 mandatów w Zgromadzeniu Narodowym, a François Legault zachował stanowisko premiera Quebecu.